# Bikfalva

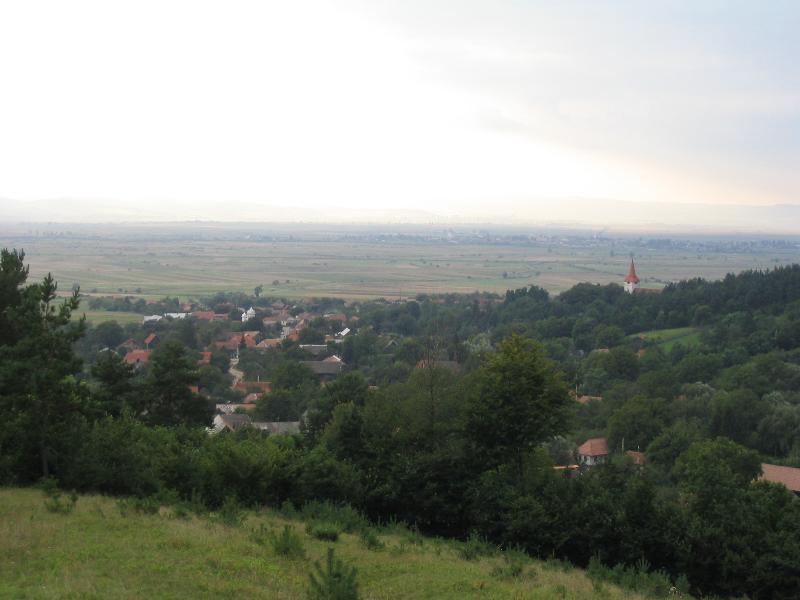
A falu madártávlatból

Bikfalva (románul Bicfalău) falu Romániában Kovászna megyében, Sepsiszentgyörgytől 19 km-re délkeletre a Bodzai-hegyek lábánál. Közigazgatásilag Uzonhoz tartozik.

## Története
1334-ben villa Bicha néven említik először. Eredeti neve Bikafalva volt. A településnek már a 13. században volt temploma. 1764-ben ide tették a székely határőrezred 5. századának parancsnoki székhelyét. 1910-ben 1854 lakosa volt. A trianoni békeszerződésig Háromszék vármegye Sepsi járásához tartozott. 1992-ben 429 lakosából 411 magyar és 18 román volt.

## Látnivalók
- Református vártemploma 1863-ban épült a régi 13. századi eredetű, a 15. században gótikus stílusban átépített templom helyére. Lőréses védőfala középkori. 1937-ben új toronysisakot kapott.
- A faluban számos 18–19. századi udvarház található.
- Simon-ház, (1793-ban épült) oszlopos, árkádos kotornáccal
- Jantsó-ház
- Dénes Lajos-féle ház-rozettás gerendával díszített
- Zsigmond Ödön háza , aszimmetrikusan elhelyezett pilléres, boltíves, kiugró tornácát, barokk kosáríves árkádok díszítik.
- Zátyi-ház (a Gát nevű falurészen)
- Harkó Lajosné-féle ház, a Nagy úton
- Vén-Ábrahám-udvarház  pilléres tornácát „háromkaréjos barokk oromfal koronázza”[2]
- Páll Gergely-féle ház
- Molnár-udvarház (1822)
- Simonyi óbester kúriája
- Bojthe-Cseke-féle kúria (1860)
- A falu mögött, a Csigavár és a Csuklyan-patak összefolyása feletti hegycsúcson egy kora középkori őrtorony maradványai láthatók, melyet Csigavárnak neveznek. A hagyomány szerint azért, mert az egykori várpincébe csigalépcső vezetett le.

## Képgaléria
- Képek Bikfalváról a www.erdely-szep.hu honlapon